# Beckham County
Das Beckham County ist ein County im US-Bundesstaat Oklahoma. Das U.S. Census Bureau hat bei der Volkszählung 2020 eine Einwohnerzahl von 22.410 ermittelt. Der Verwaltungssitz (County Seat) ist Sayre, das nach Robert H. Sayre benannt wurde, einem Förderer der Eisenbahn.

## Geographie
Das County liegt im Westen von Oklahoma, grenzt an Texas und hat eine Fläche von 2.342 Quadratkilometern, wovon 6 Quadratkilometer Wasserfläche sind. Es grenzt an folgende Countys:
| Wheeler County (Texas)       | Roger Mills County | Custer County  |
| Collingsworth County (Texas) |                    | Washita County |
| Harmon County                | Greer County       | Kiowa County   |

## Geschichte

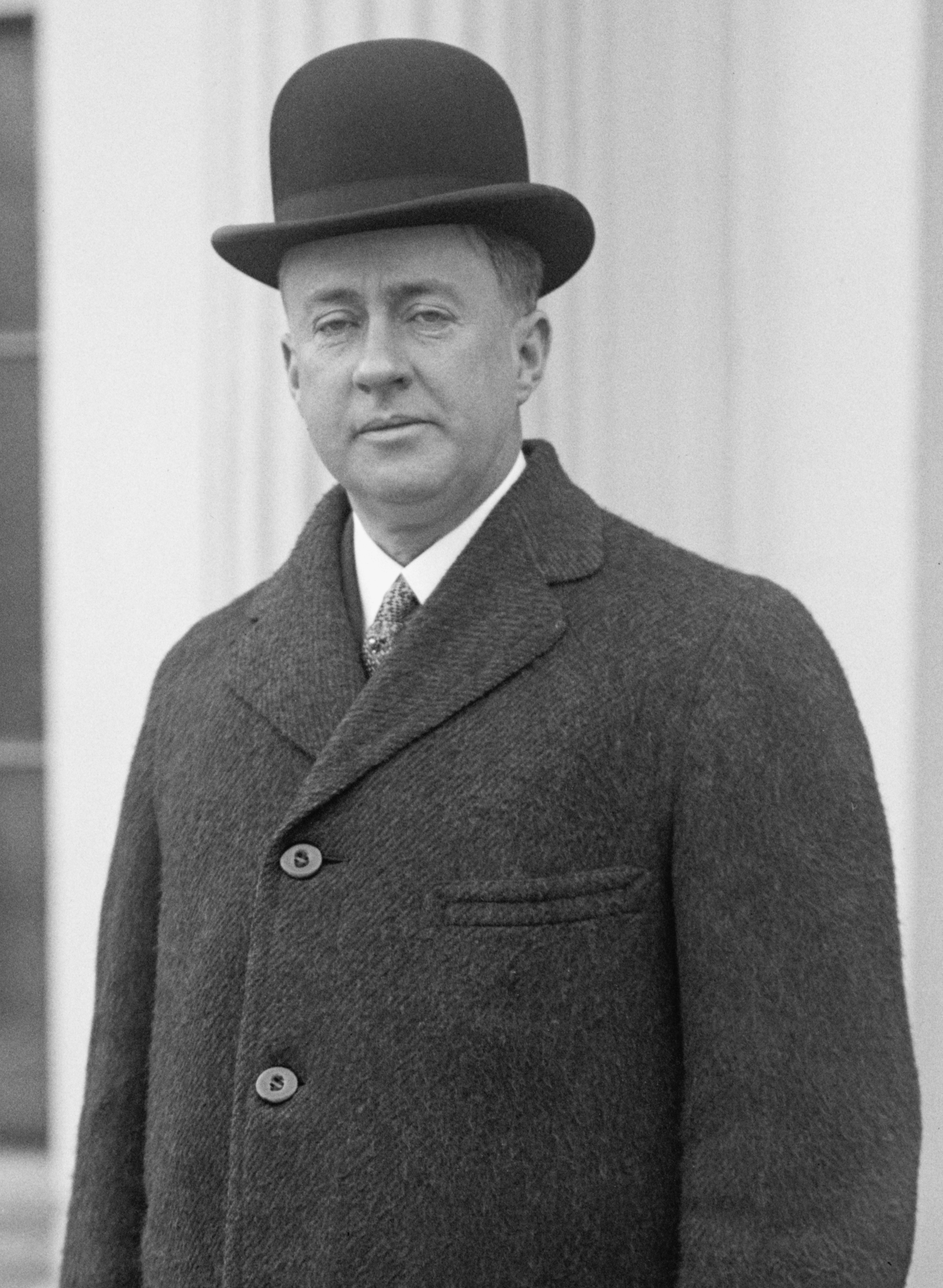
J. C. W. Beckham

Das Beckham County wurde am 16. Juli 1907 aus Teilen des Roger Mills County und dem Greer Territorium gebildet. Benannt wurde es nach John Crepps Wickliffe Beckham (1869–1940), einem früheren Gouverneur (1900–1907) und US-Senator von Kentucky (1015–1921).
14 Bauwerke und Stätten des Countys sind im National Register of Historic Places eingetragen (Stand 20. Mai 2018).

## Demografische Daten

Alterspyramide des Beckham County

Nach der Volkszählung im Jahr 2000 lebten im Beckham County 19.799 Menschen in 7.356 Haushalten und 5.002 Familien. Die Bevölkerungsdichte betrug 8 Einwohner pro Quadratkilometer. Ethnisch betrachtet setzte sich die Bevölkerung zusammen aus 87,05 Prozent Weißen, 5,55 Prozent Afroamerikanern, 2,58 Prozent amerikanischen Ureinwohnern, 0,41 Prozent Asiaten, 0,02 Prozent Bewohnern aus dem pazifischen Inselraum und 2,24 Prozent aus anderen ethnischen Gruppen; 2,16 Prozent stammten von zwei oder mehr Ethnien ab. 5,45 Prozent der Bevölkerung waren spanischer oder lateinamerikanischer Abstammung, die verschiedenen der genannten Gruppen angehörten.
Von den 7.356 Haushalten hatten 32,3 Prozent Kinder unter 18 Jahre, die im Haushalt lebten. 53,8 Prozent waren verheiratete, zusammenlebende Paare, 10,4 Prozent waren allein erziehende Mütter. 32,0 Prozent waren keine Familien, 28,5 Prozent waren Singlehaushalte und in 13,5 Prozent der Haushalte lebten Menschen im Alter von 65 Jahren oder darüber. Die durchschnittliche Haushaltsgröße lag bei 2,44 und die durchschnittliche Familiengröße bei 2,99 Personen.
24,1 Prozent der Bevölkerung waren unter 18 Jahre alt, 9,8 Prozent zwischen 18 und 24, 29,6 Prozent zwischen 25 und 44, 21,1 Prozent zwischen 45 und 64 und 15,5 Prozent waren 65 Jahre oder älter. Das Durchschnittsalter betrug 37 Jahre. Auf 100 weibliche kamen statistisch 109,6 männliche Personen. Auf 100 Frauen im Alter von 18 Jahren oder darüber kamen 111,8 Männer.

Das jährliche Durchschnittseinkommen eines Haushalts betrug 27.402 USD und das durchschnittliche Einkommen einer Familie betrug 34.315 USD. Männer hatten ein durchschnittliches Einkommen von 26.387 USD gegenüber den Frauen mit 18.945 USD. Das Prokopfeinkommen betrug 14.488 USD. 14,3 Prozent der Familien und 18,2 Prozent der Bevölkerung lebten unterhalb der Armutsgrenze.

## Städte und Gemeinden
| - Carter - Elk City - Erick | - Hext - Sayre - Texola |